# Домашня церква
Домашня церква, хатнє зібрання, зібрання по хатах — вираз, що описує християнські зібрання, що регулярно збираються на богослужіння в приватних будинках (власних хатах). Вони можуть бути  як частиною більшої християнської організації, як, наприклад, парафії, так і самостійною общиною, що вважає хатню церкву основною формою християнської громади.
Деякі нещодавні християнські письменники підтримують думку про те, що християнська церква повинна збиратися в будинках, і засновують діяльність своїх громад на кількох невеликих домашніх зборах. Інші християнські групи вирішують зустрічатися в будинках, коли перебувають на ранніх етапах розвитку церкви, оскільки будинок є найбільш доступним варіантом для зустрічі невеликої групи, поки кількість людей, які відвідують цю групу, не буде достатньою, щоб гарантувати переїзд до комерційного місця, наприклад як церковна споруда. Організації домових церков стверджують, що такий підхід кращий перед публічними зустрічами у спеціальних будівлях, оскільки він є більш ефективним способом побудови спільнотних та особистих стосунків, а також допомагає групі більш природно брати участь у пропаганді. Деякі вважають, що невеликі церкви були навмисним апостольським зразком у першому столітті, і їх задумав Христос . 

## Витоки
У першій церкві через переслідування християн у Римській імперії богослужіння відбувалися переважно в приватних будинках, як це описано в книзі Діянь Апостолів. Новий Завіт показує, що ранньохристиянська церква демонструвала багатство спілкування та інтерактивної практики, що зазвичай не трапляється у звичайних конфесіях . Вони вірять, що християни тісно ходили між собою і спільно ділились своїм життям у Христі. 

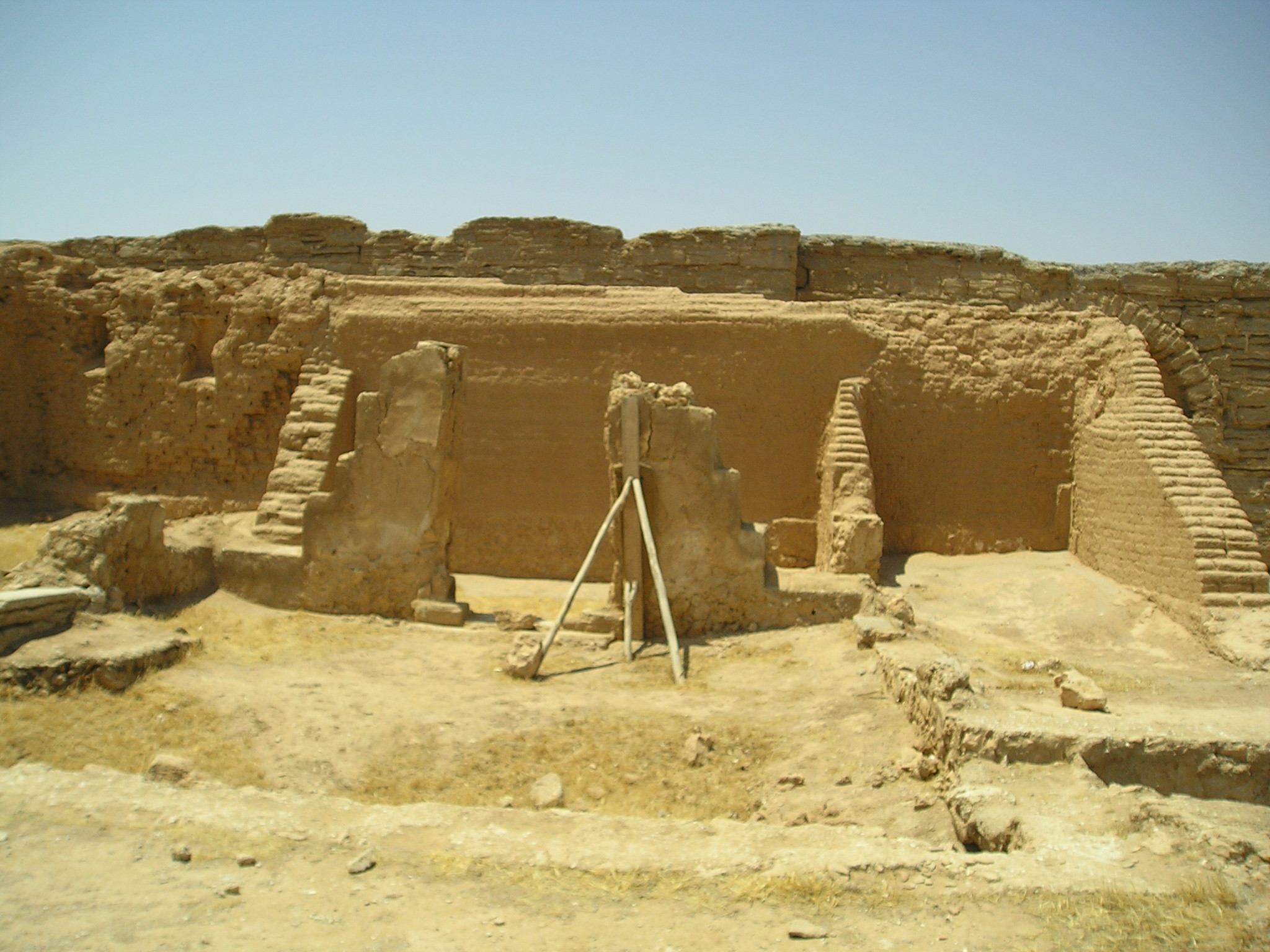
Хатня церква в Дура-Европос, бл. 232 року, з правою частиною каплиці

У кількох уривках Біблії конкретно згадуються церкви, що збираються по хатах. Перша домашня церква зафіксована в Діях 1:13, де учні Ісуса зустрілися разом у світлиці (гірниці пер. Куліша) будинку, що традиційно вважається там, де сьогодні знаходиться Сіонська світлиця. «Вітають вас церкви Азійські; вітають вас гаряче в Господі Акила й Прискилла з домашньою їхньою церквою» 1 Кор 16:19. Церковне зібрання в будинку Присцилли та Акили знову згадується в Римлян 16:3, 5. Церква, що збирається в домі Німфана, також цитується в Біблії: «Вітайте братів у Лаодикії, і Німфана, і домашню церкву його» Кол. 4:15.
Протягом перших 300 років раннього християнства, поки Костянтин не узаконив християнство і церкви не перейшли у більші будівлі, християни збиралися у хатах, принаймні через періодичні переслідування (до Міланського едикту 313 р.), що не дозволяли зводити громадські церковні будівлі. Ранньохристиянський письменник Климент Олександрійський пише про богослужіння по хатах.
Приватна садиба в Дура-Європос у Сирії з хатньою церквою, була розкопана в 1930-х роках і, як було встановлено, що вона використовувалася як місце християнського зібрання в 232 р. після Р.Х. з однією невеликою кімнатаою, що служила баптистіерієм, що відповідає сучасному стилеві устрою молитовного будинку.

## Історія
Протягом 20-го і 21-го сторіч існувала складність для євангельських християн отримати урядові дозволи у країнах, що притримуються комунізму, або шаріату. Через таке переслідування християн, таким чином розвивалися євангельські домашні церкви.

### В Україні
В Україні, у формі хатніх зібрань існували підпільні й напівпідпільні церкви за Російської імперії — штундистів і баптистів, та за СРСР — нереєстрованих п'ятидесятників і баптистів (ініциативників), які, вже за незалежної України, продовжують притримуватися принципу нереєстрації.

### У Китаї

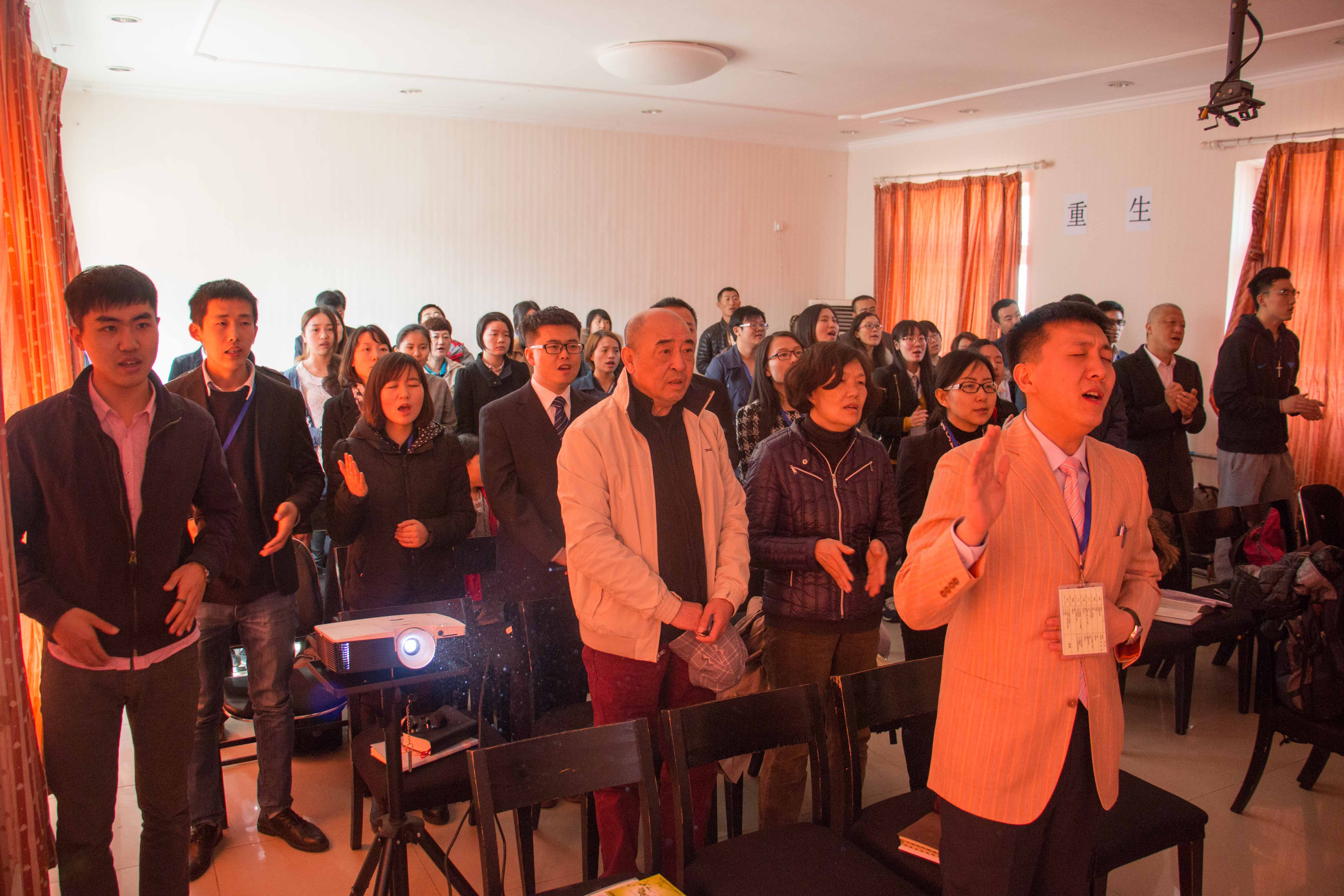
Домашня церква в місцевості Шуньї у Пекіні

Подібним чином склалися й євангельські домашні церкви у Китаї, де зібрання відбуваються в приватних будинках, таємно та «незаконно».
У Китаї домашні церкви або родинні церкви (Chinese: 家庭教会; pinyin: jiātíng jiàohuì) — протестантські зібрання, що діють незалежно від санкціонованого державою Троєсамостійного Патріотичного руху (ТСПР) та Китайської християнської ради (КХР), що виникли завдяки зміні релігійної політики після закінчення Культурної революції на початку 1980-х років. ТСПР було створено після заснування Комуністичною партією Китаю КНР у 1949 році для керування китайських протестантів на підтримку нової влади. Проте, ще до Культурної революції (1966–1976) з усією громадською релігійною практикою було покінчено, бо уряд КНР офіційно підтримував державний атеїзм і проводив антирелігійні кампанії. Багато церков, храмів та мечетей було зруйновано за Культурної революції. Володіння релігійними текстами було незаконним. Через зміни в релігійній політиці після закінчення Культурної революції, в 1980 році, ТСПР було відновлено і створено Китайську християнську раду. Протестантські громади, які бажали проводити богослужіння, були публічно зареєстровані в ТСПР , але ті, які цього не зробили, зрештою були названі домашніми церквами.

### Відродження
Останні події в русі домових церков у Північній Америці та Великій Британії часто розглядаються як повернення до парадигми реставрації новозавітньої церкви, відновлення вічного призначення Бога і природного вираження Христа на Землі, закликаючи християн відкинути ієрархію та звання і повернутися до практик, описаних і заохочуваних у Святому Письмі. На думку прихильників, багато християн звертаються до домашніх церков, оскільки традиційні церкви не задовольняють їхніх стосунків.
Деякі, хто підтримує рух домашньої церкви (пов'язаний з Йоном Зенсом, Мілтом Родрігесом, Вольфгангом Сімсоном, Френком Віолою та іншими), вважають термін «домашня церква» помилковим, стверджуючи, що головним питанням для християн, які збираються разом, є не місце зустрічі, але чи є Ісус Христос функціональним керівником зборів та особистої спільноти? Інші назви, що можуть бути використані для опису цього руху, — це проста церква, «спілкувальна церква», «первісна церква», «життя тіла», «органічна церква» або «біблійна церква».
Домашні церкви можуть прийняти органічну церковну філософію, яка не обов'язково є певним методом, технікою чи рухом, а, скоріше, певним церковним виразом, який група застосовує, коли організація функціонує за зразком живого організму. Церква, представлена в Новому Завіті, базується на цьому принципі, але традиційне, сучасне християнство змінило цей порядок.
Витоки сучасного руху домових церков у Північній Америці та Великій Британії неоднакові. Деякі вважають це розвитком і логічним продовженням руху Плимутських братів як в доктрині, так і на практиці. Багато людей та зібрань прийняли нові підходи до поклоніння та управління, тоді як інші визнають стосунки з анабаптистами, вільними християнами, квакерами, амішами, гуттеритами, менонітами, моравцями, методистами, набагато раніше рухом конвентикалів, вальденси або прісцилліанів. 
У ЗДА рух домашньої церкви поширювався за часу Ісусового руху 1970-х років або всесвітнього харизматичного оновлення кінця 1960-х та 1970-х років. Серед англікан хатні церкви почали відроджуватися під впливом книги «Парафія приходить жива»  преподобного Ернеста Сауткотта у 1950-х роках, коли він був вікарієм церкви св. Вільфреда в місті Халтон, Лідс, в Англії. Він висловився, що, коли люди не йдуть до церкви, то церква має йти до людей.
Обмежені фінансові ресурси можуть спонукати церковних провідників переосмислити схему служіння та шукати шляхи подальшого охоплення церкви несплачувальними членами.

## Проста церква
Проста церква — це євангельсько- християнський рух, який переосмислює суть і практику церквної служби. Проста церква може зустрічатися де завгодно з навченими керівниками або без них, офіційною літургією, програмами чи структурами. Для полегшення стосунків, учнівства (духовного становлення), розмноження, мобільності та володіння членами, проста церква, як правило, є невеликою групою не більше 20-25 осіб. Більшість церковних «програм» є приватними зібраннями в деякі дні тижня та обговорення проблем віри та особистого життя, з якими вони стикаються. Церковних «програм» практично не існує, і відвідання малих груп є істотним. Служінням на зібранні є поклоніння, спілкування малої групи, благовістя. 
Автори Тоні та Фелісіті Дейл, засновників міністерств House2House, просували термін «проста церква» у своїй книзі «Просто церква». Цей термін часто використовується як взаємозамінний з іншими термінами, такими як органічна церква, основна церква, первісна церква, тіло життя, реляційна церква та мікроцерква.
На початку 21-го сторіччя ряд створених християнських конфесій та місійних організацій офіційно підтримали зусилля з розвитку мереж домових церков.

### Витоки та впливи
Простий церковний рух є частиною більш широкого домашнього церковного руху. На просту церкву вплинули також закордонні місії та ріст руху насаджень церков. Рухи церковних насаджень стихійно збільшують зусилля з примноження церкви.
Місіонерський рух також вплинув на просту церкву.

### Цінності
Як і в будь-якому децентралізованому, стихійному русі, різноманітні цінності виражаються в простій церкві. Завдяки впливу деяких ключових груп та Дії 2:42-47 у багатьох колах виникли три всеохоплюючі цінності. Прихильники Пола Каака (який розпочав служіння в одній з найбільших і найбільш систематизованих мега-церков в Америці) та Ніла Коула спочатку сформулювали ці цінності:
- Божественна істина: Істина - основа всього.[30]
- Виховні відносини: Здорові стосунки - це те, що складає родину. Любов одне до одного має бути постійним прагненням до родини Божої.
- Апостольська місія: Апостольське означає, просто, «посланий».[31]

Ці цінності пропагували служіння House2House та DAWN Північна Америка і були прийняті різними групами, такими як нью-йоркський MetroSoul.

### Практики
Книга прихильників Джорджа Барни та Френка Віоли «Язичницьке християнство» вказує на низку реформ, за які часто виступають органічні церкви.
- Віра в те, що сучасне духовенство — це пережиток римської язичницької релігії, яка відсутня в ранній церкві і значною мірою суперечить справжньому священству всіх віруючих. Рух бачить, що установа духовенства суперечить таким уривкам, як Матвій 20, Матвій 23, 3-й Івана, і послання в Об'явленні щодо вчинків миколаїтів (грецьке - буквально тих, хто перемагає людей). 1 Коринтян 12-14 малює картину роботи кожного церковного зібрання, де дія кожного члена, повністю суперечить сучасній релігійній службі, яку провадять професіонали для аудиторії. Однак деякі вважають, що ця точка зору не враховує єврейську та синагогову природу зібрання, що пояснює вчення про старійшин (пресбітерос) та дияконів у Новому Завіті. У відповідь на це багато простих церков визнають старійшин і дияконів відповідно до біблійних норм, викладених у 1-му Тимофія і Тита, але вірять, що ці люди з’являються з часом, коли їхній характер відповідає цим ролям. У середовищі, де люди можуть вільно виявляти свої духовні дари, такі люди можуть з’явитися. Крім того, бути старцем або дияконом не означає, що ця людина домінує над зібранням. 3-тє послання Івана докоряє старійшині Діотрефу у домінуванні. Проста церква значною мірою вважає думку, що старійшина чи диякон не є дозволом для одних служити, а інших — бути пасивними.
- Оцінка Вечері Господньої відбувається як регулярне, повторюване повноцінне святковий стіл — Вечеря Любові, а не як короткий релігійний ритуал. Рання інтеграція домашнього ритуалу в публічну зустріч, схожу на синагогу, призвела до зменшення символічного характеру вчинку до приватного моменту, замінивши його символізм спілкування та відданості Господу. Ця деградація була завершена за часів ромейського імператора Костянтина на початку IV сторіччя, коли домашні застілля Любові (агапе) були заборонені. Однак ця історія сама по собі не знецінює необхідність проведення більших синагогних зборів для молитви, служіння слову та співу. Прихильники простої церкви також користуються випадковими і навіть щомісячними більшими зібраннями, які роблять саме це, хоча вони наголошують на малих церковних зібраннях, як середовище для духовного зростання.
- Органічні церкви, як правило, менше акцентують увагу на будівлі чи місці зустрічей. Прихильник простої церкви Ніл Коул заявляє, що «будівлі, бюджети та великі люди», як правило, роблять більше для стримування християнства, ніж дозволяють йому поширюватися.[32]

### ЗМІ та увага громадськості
На початку 21-го столріччя зростання руху посилило висвітлення в засобах масової інформації:
Багато книг написано про простий церковний рух, особливо інсайдерами (у розділі Література). Джордж Барна вважає, що "революційні" вирази, такі як проста церква, скоро становитимуть третину американської духовності.
Видимість руху також зросла завдяки національним та регіональним зборам різного характеру. Найбільша з них - щорічна Домашня церковна конференція, що проводиться в Далласі, США, а іноді в інших місцях House2House.

### Критика
Те, як простий церковний рух пов’язаний з побудовою богослів'я та церковне вчення, є предметом багатьох дискусій, особливо з критиками цього руху.
Кілька відомих голосів серйозно стурбовані простою церквою. Наприклад, Дж. Лі Грейді (редактор Харизми) каже, що такий рух хоче «заново відкрити церкву без її біблійної структури та порядку Нового Завіту — і без необхідних людей, які помазані й призначені Богом керувати нею. Щоб виконати цю дефектну тезу до її логічного завершення, нам потрібно було б звільнити всіх пасторів, закрити всі семінарії та біблійні коледжі, замкнути наші святилища та відправити всіх додому...» Грейді та інші критики переживають, що простий церковний рух може спонукати людей покинути більш традиційні форми церкви, що може призвести до подальшого краху, або занепаду християнства.

## Дивитися також
- Церковне насаджування
- Домашня церква (Китай)
- Місцеві церкви (рух)
- Реставраціонізм (християнський примітивізм)
- Шуйлькерк - тип домашньої церкви в Нідерландах 17 та 18 сторіччя
- Два по два - також відомі як куніїти, Християнські конвенції, Збори, Робітники та друзі, Шлях чи правда